# Ericus Svenonius Emporagrius
Ericus Svenonius Emporagrius, död 1612, var en svensk kyrkoherde och riksdagsman. Han blev kyrkoherde i Torsåker 1562 och innehade ämbetet i femtio år tills han dog 1612. I Abraham Hülpers beskrivning över Gästrikland nämner han att Svenonius deltagit i Uppsala möte 1593 och där undertecknat mötets beslut. Ericus Svenonius är den äldste belagde stamfadern till släkten Emporagrius och ätten Lillieflycht.